# Levantamento de peso nos Jogos Pan-Americanos de 2011 - Até 105 kg masculino
A categoria até 105 kg masculino do levantamento de peso nos Jogos Pan-Americanos de 2011 foi disputada em 27 de outubro no Fórum de Halterofilismo com oito halterofilistas, cada um representando um país.

## Calendário
Horário local (UTC-6).
| Data          | Horário | Fase  |
| ------------- | ------- | ----- |
| 27 de outubro | 12:00   | Final |

## Medalhistas
| Ouro   | ECU Jorge Arroyo   |
| Prata  | VEN Julio Luna     |
| Bronze | USA Donald Shankle |

## Resultados
| Pos.              | Nome                | País               | Grupo | Peso (kg) | Arranque (kg) | Arremesso (kg) | Total (kg) |
| ----------------- | ------------------- | ------------------ | ----- | --------- | ------------- | -------------- | ---------- |
| Medalha de ouro   | Jorge Arroyo        | ECU Equador        | A     | 101.25    | 185           | 210            | 395        |
| Medalha de prata  | Julio Luna          | VEN Venezuela      | A     | 103.95    | 170           | 210            | 380        |
| Medalha de bronze | Donald Shankle      | USA Estados Unidos | A     | 104.55    | 165           | 203            | 368        |
| 4                 | Alejandro Cisneros  | CUB Cuba           | A     | 102.97    | 165           | 202            | 367        |
| 5                 | Luis Osuna          | MEX México         | A     | 104.04    | 160           | 185            | 345        |
| 6                 | Jorge García        | CHI Chile          | A     | 103.19    | 153           | 190            | 343        |
| 7                 | Pedro Stetsiuk      | ARG Argentina      | A     | 103.63    | 158           | 180            | 338        |
| 8                 | Juan Carlos Marcial | PUR Porto Rico     | A     | 99.87     | 135           | 160            | 295        |